# Remo nos Jogos Pan-Americanos de 1951
As competições de remo nos Jogos Pan-Americanos de 1951 foram realizadas em Buenos Aires, Argentina. Esta foi a primeira edição dos Jogos Pan-Americanos. O esporte foi disputado apenas entre homens.

## Medalhistas
| Evento                 | Ouro | Prata | Bronze |
| ---------------------- | --- | --- | --- |
| Skiff simples detalhes | Roberto Alfieri ARG Argentina | sem premiação | sem premiação |
| Skiff duplo detalhes   | Adolfo Yedro Mario Guerci ARG Argentina | sem premiação | sem premiação |
| Dois sem detalhes      | Alberto Madero Óscar Almirón ARG Argentina | Henrique Fusquine Walter Karl BRA Brasil | sem premiação |
| Dois com detalhes      | José Araudo José Mazzolini Adel Farías (tim.) ARG Argentina                                                                                        | sem premiação | sem premiação |
| Quatro sem detalhes    | Juan Ángel Aichino Juan Carlos Gómez Luis Pechenino Osvaldo Maia ARG Argentina                                                                     | Alberto Santos Álvaro Fonseca Ivo Rittmann Manoel Amorim BRA Brasil                                                                                            | sem premiação |
| Quatro com detalhes    | Alberto Thomas Carlos Fischer Enrique Precedo Roberto James Juan Carlos Villa (tim.) ARG Argentina                                                 | Aldo Solís Héctor Barría Juan Pozas Purísimo Guerrero Mario Matamala (tim.) CHI Chile                                                                          | Eduardo Romero Ernesto Mussio José Corigliano Luis Corigliano Francisco Colacci (tim.) PER Peru                                                           |
| Oito com detalhes      | Abelardo Martínez Ángel Coluzzi Eduardo López Elso Mancini Luis Merlini Normando Andueza Óscar Moreno Rubens Nievas Aldo Cesi (tim.) ARG Argentina | Alejandro Cavallone Carlos Rojas Enrique Poehlmann Germán Arenas Jorge Remis Juan Castelleto Maximiliano Rudolph Vicente Rojas Fernando Hucke (tim.) CHI Chile | Antonio Razeto Atilio Brigneti Italo Cicirello Jorge Mandriotti José Brigneti Luis Squadrito Pablo Antola Pablo Capurro Francisco Colacci (tim.) PER Peru |

## Quadro de medalhas
| Ordem | País          | Medalha de ouro | Medalha de prata | Medalha de bronze |    |
| ----- | ------------- | --------------- | ---------------- | ----------------- | -- |
| 1     | ARG Argentina | 7               |                  |                   | 7  |
| 2     | BRA Brasil    |                 | 2                |                   | 2  |
|       | CHI Chile     |                 | 2                |                   | 2  |
| 4     | PER Peru      |                 |                  | 2                 | 2  |
| TOTAL | TOTAL         | 7               | 4                | 2                 | 13 |